# Gaspar Sagristà
Gaspar Sagristà (?-1573) fou organista de la catedral de Girona.
Fou un dels testimonis de la visita del príncep Felip II de Castella a la catedral de Girona l'any 1548. Va ser la presència de Sagristà la que va impulsar la vida musical de la catedral, aquest impuls es relaciona en la creació de la nova fundació de la capella de cant, portada a terme pel bisbe Arévalo de Zuazo l'any 1568.
Sagristà, deixeble de Pere Vila a València, a partir del 13 de març de l'any 1538 va ser escollit organista de la catedral de Girona. Durant el seu magisteri els orgues de la Seu van ser objecte de diverses remodelacions obrades pels orgueners de confiança de Pere Alberch, organista de la catedral de Barcelona, nebot de Pere Vila i condeixeble seu juntament amb Sagristà a València. De forma simultània els capitulars de Girona es van adreçar al bisbe de Barcelona per comentar-li que la necessitat de proveir la plaça vacant els havia menat a contactar amb Sagristà a València, i suplicar-li que autoritzés Pere Alberch a desplaçar-se a Girona per ajudar-los a escollir entre Sagristà i Rabassa.
Durant el mes de maig de 1583 Pere Nasplers continuava exercint de forma interina el magisteri de l'orgue, fins que el 21 de juliol Sagristà jurava el seu nou càrrec a Girona, després deixar la plaça d'organista de l'església de Sant Esteve de València. El 1573 Bernat Oliva el va succeir en el càrrec.